# Grand Falls-Windsor
Grand Falls-Windsor es un pueblo canadiense situado en la provincia de Terranova y Labrador.

## Superficie
Grand Falls-Windsor tiene una superficie de 54,84 km².

## Demografía
En 2021, tenía 13 853 habitantes, una densidad poblacional de 252,6 hab./km², y 6628 viviendas.